# Kemankeş Kara Mustafa Pascià
Kemankeş Kara Mustafa Pascià (letteralmente il Mustafa Pascià, l'Arciere, il Coraggioso) (Valona, 1592 – Istanbul, 31 gennaio 1644) è stato un politico e militare ottomano di origine albanese.

## Primi anni
Mustafa era un albanese che nacque ad Avlonya (l'attuale Valona in Albania) nel 1592. Era un ufficiale del corpo dei giannizzeri. Il suo epiteto Kemankeş si riferisce al suo talento come arciere. Era il comandante dei Sekban che fungeva anche da vice comandante dei giannizzeri (in turco: Sekbanbaşı), nel 1634 e fu promosso Agha dei giannizzeri (turco: yeniçeri ağası) nel 1635. Il 17 ottobre 1635 fu nominato Capitan Pascià (Grande ammiraglio). Nonostante questo incarico,partecipò alla conquista di Baghdad lontano dal mare. Il 24 dicembre 1638, dopo la morte dell'ex gran visir Tayyar Mehmed Pascià durante l'assedio, il sultano Murad IV lo nominò il nuovo gran visir, la carica più importante dell'impero dopo quello del sultano.

## Gran visierato
Baghdad fu conquistata il giorno successivo e Kemankeş Mustafa rappresentò la parte ottomana nei conseguenti colloqui di pace. Con il Trattato di Zuhab firmato il 17 maggio 1639, fu tracciata in linea di massima le frontiere attuali tra l'Iran e gli stati di Turchia e Iraq. Murad IV morì il 9 febbraio 1640 e Kemankeş Mustafa continuò nel suo incarico di gran visir, anche durante il regno di Ibrahim. Ibrahim era un sultano debole e Kemankeş Mustafa divenne de facto il sovrano dell'impero. Usando metodi duri, pose fine alle ribellioni, pareggiò il bilancio e ridusse il numero dei soldati. Usò il suo potere per sottomettere (e persino uccidere) altri abili statisti che pensava fossero potenziali concorrenti per il suo incarico.

## Morte
Kemankeş Mustafa si fece molti nemici. I suoi principali oppositori nel palazzo erano la valide sultan (la madre del sultano), un ciarlatano di nome Djindji Khodja e un visir di nome Sultanzade Mehmed Pascià. Iniziarono a criticare con veemenza Kemankeş Mustafa. Sebbene più volte abbia cercato di dimettersi, le sue dimissioni non furono accettate dal sultano. Tuttavia, il sultano, che inizialmente era soddisfatto di Kemankeş Mustafa, alla fine lo licenziò il 31 gennaio 1644. Poche ore dopo, fu giustiziato.

## Eredità
Nel 1642, Mustafa Pascià convertì una chiesa cattolica romana a Istanbul in una moschea chiamata Moschea Odalar. Secondo il professor Semavi Eyice, la chiesa originaria, bizantina, era probabilmente il Monastero di Cristo Philanthropos ma fu convertita al culto latino e ribattezzata Santa Maria di Costantinopoli durante il regno di Mehmed II.